# Потаскуєва (Каменський міський округ)
Потаску́єва (рос. Потаскуева) — присілок у складі Каменського міського округу Свердловської області.
Населення — 81 особа (2010, 115 у 2002).
Національний склад станом на 2002 рік: росіяни — 93 %.